# Dualité d'Alexander
En mathématiques, et plus particulièrement en topologie algébrique, la dualité d'Alexander est un résultat reliant l'homologie d'un sous-espace d'une sphère avec la cohomologie de son complémentaire dans cette sphère. Ce résultat est généralisé par la dualité de Spanier-Whitehead (en).
Ce résultat, d'abord présagé par un résultat de J. W. Alexander en 1915, a été développé notamment par Pavel Alexandrov et Lev Pontryagin.

## Théorème
Soit X un sous-espace compact, localement contractile de la sphère de dimension n. Soit Y le complément de X dans cette sphère. Alors on a un isomorphisme :
Hq(X) ≃ Hn − q − 1(Y),
où H est l'homologie ou la cohomologie réduite (en), à coefficient dans un groupe abélien.